# Chimonanthus campanulatus
Chimonanthus campanulatus R.H.Chang & C.S.Ding – gatunek rośliny z rodziny kielichowcowatych (Calycanthaceae Lindl.). Występuje naturalnie w Chinach – w prowincjach Kuejczou oraz Junnan. 

## Morfologia
PokrójZimozielony krzew dorastający do 3–5 m wysokości. Gałęzie są owłosione.
LiścieNaprzeciwległe. Mają eliptycznie lancetowaty kształt. Mierzą 6,5–13,5 cm długości oraz 2–4,5 cm szerokości. Są nagie. Blaszka liściowa jest o klinowej nasadzie i długo spiczastym wierzchołku. Ogonek liściowy jest nagi i dorasta do 3–8 mm długości.
KwiatyObupłciowe, pojedyncze, rozwijają się w kątach pędów. Mają żółtawą barwę i 18 mm średnicy. Listków okwiatu jest 18–20 – zewnętrzne są zaokrąglone, mają brązowożółtawą barwę i owłosione od zewnętrznej strony, w okółku środkowym są eliptyczne i żółtawe, natomiast wewnętrzne mają owalny kształt i żółtawą barwę. Kwiaty mają 5 pręcików o żółtawej barwie, z owłosionymi nitkami u podstawy. Prątniczków jest 7–9.
OwoceNiełupki o elipsoidalnym kształcie, osiągają 14–18 mm długości i 7–10 mm szerokości, są owłosione, mają brązową barwę. Są zamknięte w dzwonkowatym, owłosionym dnie kwiatowym o długości 4–6 cm i szerokości 2,5–4 cm, brązowej barwie, z 4–6 szczytowymi zębami.

## Biologia i ekologia
Rośnie w zaroślach oraz na brzegach strumieni. Występuje na wysokości od 1000 do 2900 m n.p.m. Kwitnie od sierpnia do grudnia, natomiast owoce dojrzewają od września do listopada.